# Sisgau

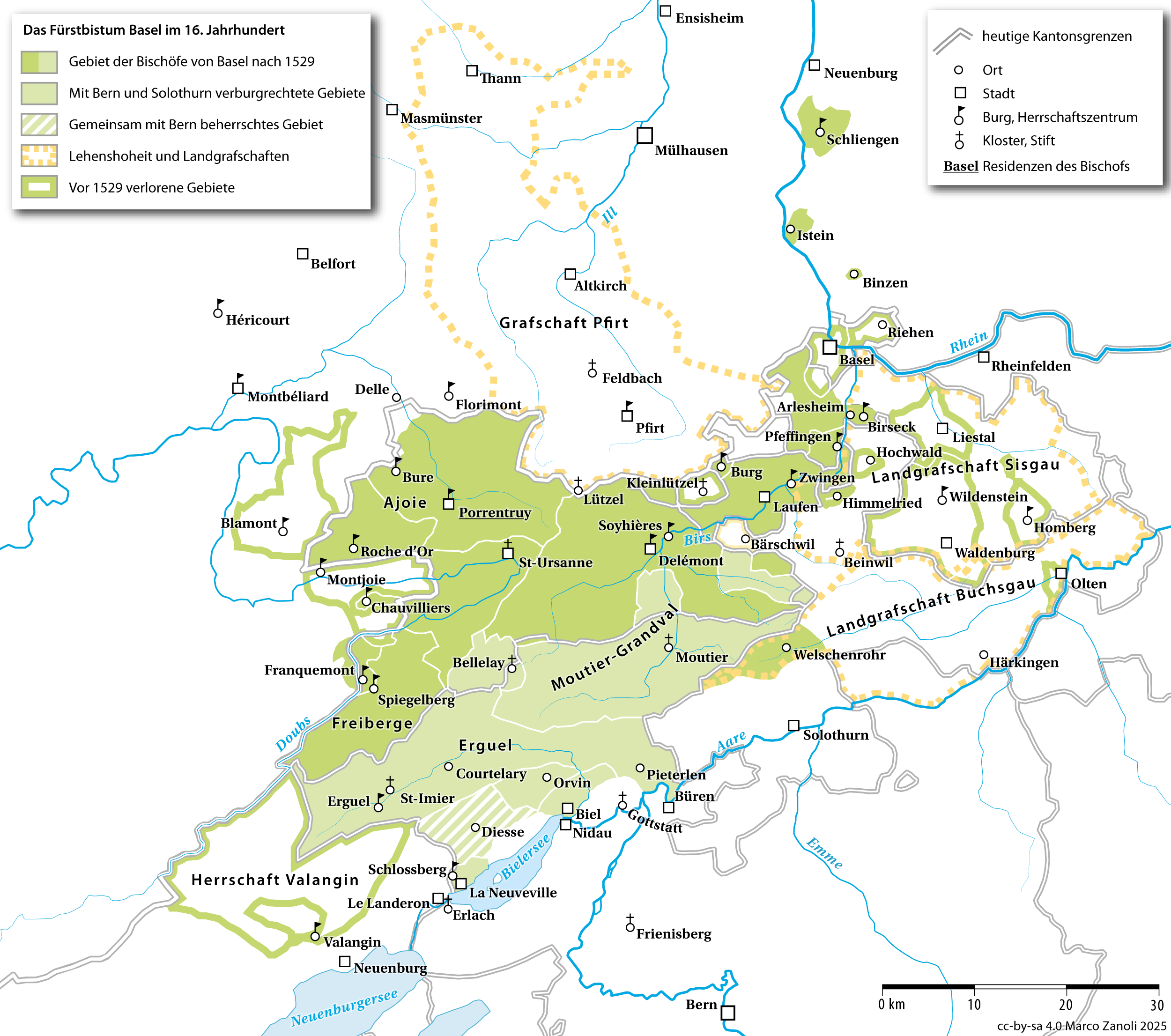
Basels stift under senmedeltiden och 1500-talet

Sisgau var ett medeltida frankiskt förvaltningsområde och senare landskap och lantgrevskap i Schweiz som på 1500-talet delades mellan städerna Basel och Solothurn. Sisgaus område låg i Jurabergen och utgjordes enligt en beskrivning från 1363 i stort av floden Ergolz och dess bifloders dalgångar. Idag motsvaras det av östra kantonen Basel-Landschaft och distriktet Dorneck (utom Leymental) i kantonen Solothurn.

## Historik
Sisgau är känt som ett frankiskt förvaltningsområde år 835 (lat pagus sisigavensis). Landet var från 11:e århundradet förlänat till ätterna Homberg, Neu-Homberg, Frohburg, Habsburg-Laufenburg - en Habsburgsk sidolinje, Thierstein och från 1418 Falkenstein. Länsherre var, åtminstone från år 1363, Basels furstbiskop. År 1510 gick det som pant till staden Basel. En del tillföll också Solothurn. År 1585 friköpte Basel sitt område från furstbiskopen.
Kyrkligt var området ett kapitel i Basels stift. Efter reformationen i Basel återstod områden i Solothurn och det habsburgska Fricktal.